# Allobaccha grahami
Allobaccha grahami là một loài ruồi trong họ Ruồi giả ong (Syrphidae). Loài này được Bezzi mô tả khoa học đầu tiên năm 1915. Allobaccha grahami phân bố ở vùng Châu Phi